# Vườn quốc gia Núi Field

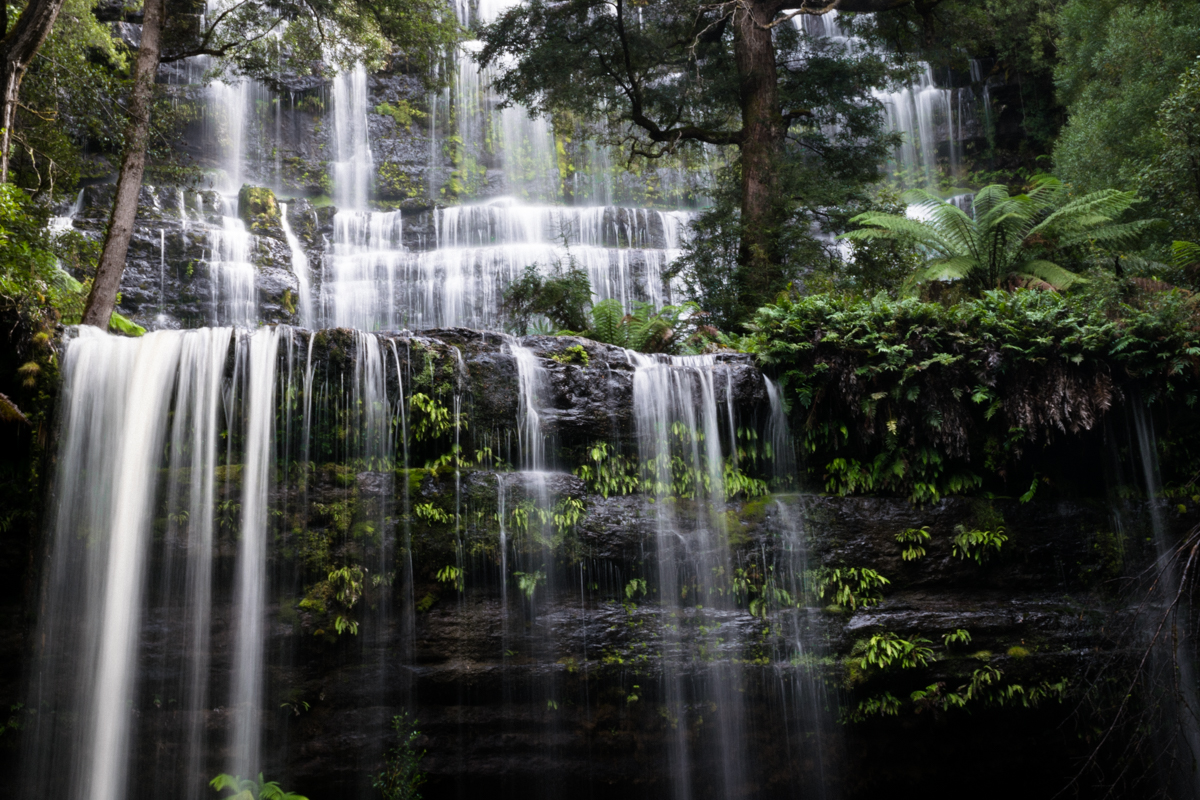
Thác Russell

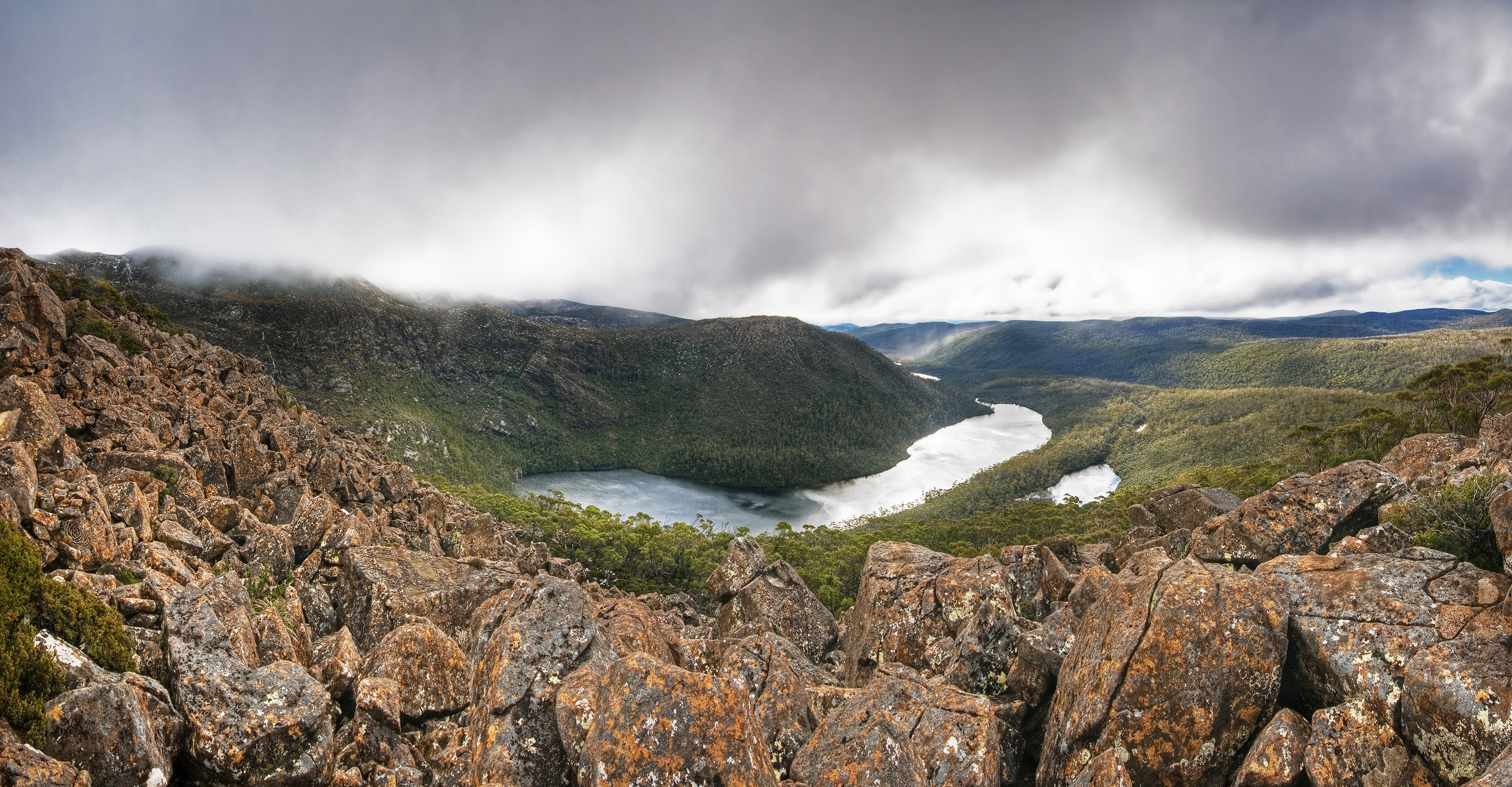
Hồ Seal trong vườn quốc gia Mount Field.

Vườn quốc gia Núi Field (Mount Field National Park) là một vườn quốc gia ở Tasmania (Australia), có cự ly 64 km về phía tây bắc Hobart. Cảnh quan vườn quốc gia này gồm rừng mưa ôn đới eucalyptus và các vùng đất hoang thạch nam núi cao, với độ cao đến 1.434 mét tại phía tây núi Field.
Vườn quốc gia Mount Field đã được lập năm 1916, cùng với vườn quốc gia Freycinet là vườn quốc gia lâu đời nhất của Tasmania. Khu vực xung quanh thác nước Russell đã được bảo vệ vì có vẻ đẹp tự nhiên từ năm 1885, khi nó được thiết lập thành khu bảo tồn tự nhiên đầu tiên của Tasmania. Khu bảo tồn này đã có tên gọi "Vườn quốc gia" trước năm 1946 trước khi được chính thức đổi tên như hiện nay vào năm 1947.
Trong thời kỳ Pleistocene, một lớp tuyết đã bao phủ cao nguyên núi Field và là nguồn nước cho các sông băng ở các thung lũng xung quanh. Một sông băng dài 12 km đã tạo ra một thung lũng sông và một bức tường tròn quanh hồ Seal.